# KV Oostende
KV Oostende (celým názvem Koninklijke Voetbalclub Oostende, v českém překladu Královský fotbalový klub Oostende) je belgický fotbalový klub z města Ostende. Byl založen roku 1904 (jako Van Neste Genootschap Oostende). Domácím hřištěm je Albertparkstadion s kapacitou 8 125 míst.
V sezoně 2012/13 klub vyhrál 2. belgickou ligu a postoupil do Jupiler Pro League.

## Logo
Klubové logo tvoří tři barevné stylizované vlny (zleva zelená, červená, žlutá), před nimi je (černě) zkratka KVO, přičemž písmeno O má podobu fotbalového míče. Pod zkratkou je text Voetbal aan Zee (česky znamená fotbal u moře, Ostende je přímořské město).

## Úspěchy
- Belgická 2. liga (Tweede Klasse) – 2× vítěz (1997/98, 2012/13)[3]